# Impact Wrestling World Tag Team Championship

## Thông tin đai TNA World Tag Team Championship
TNA World Tag Team Championship là bộ đai đồng đội của tập đoàn đấu vật Total Nonstop Action Wrestling. 